# Gymnostachyum pubescens
Gymnostachyum pubescens är en akantusväxtart som först beskrevs av Jean-Baptiste de Lamarck, och fick sitt nu gällande namn av Marselein Rusario Almeida. Gymnostachyum pubescens ingår i släktet Gymnostachyum och familjen akantusväxter. Inga underarter finns listade i Catalogue of Life.